# Flexiptera
Flexiptera é um gênero de traça pertencente à família Agonoxenidae.